# 南殿
南殿（みなみどの）は、安土桃山時代から江戸時代初期にかけての女性。羽柴秀吉の側室。

## 略歴
宝厳寺の竹生島文書内『竹生島奉加帳』に見られる女性で、秀吉の側室の一人と考えられるが、服部英雄は側室にしては竹生島奉加帳の寄進額がだいぶ少ないとして、側室かどうか疑問視するなど、異説もある。山名禅高の娘との説もあるが、別人と考える方が自然で、素性など詳細は不明。秀吉が近江長浜城主の頃の側室とされ、秀吉の第一子となる石松丸(羽柴秀勝)を産んだらしい。「南殿」の通称は、長浜城で与えられた館が南側にあったためと推測されている。しかし秀勝は数年後に夭折してしまい、その後さらに秀吉との間に女子をもうけたが、これも早世した。
秀勝が亡くなり、一方で女児が生れたとされる天正4年（1576年）は、正室・寧々（高台院、北政所）から夫の不貞と不満とを訴えられた織田信長が、秀吉を「剥げ鼠」といって叱責する書状を返した同じ年であるため、側室の南殿が子を産んだことは、寧々と秀吉の夫婦喧嘩にも何らかの関係があると思われる。
結局のところ、南殿は、秀吉の5人の有力な妻妾には数えられるには至っておらず、2人の子に先立たれた後ほどなくして竹生島の宝巌寺で出家した。寛永11年（1634年）に死去。

### 異説
秀勝の母については、浅井家祐筆だった石田長楽庵の娘で秀吉の側室になった於葉の方というと説と、同じく側室・京極竜子であるという説もある。於葉の方は、長浜城主である秀吉に鷹狩りの帰りに伊吹山の観音寺へ立ち寄るように仕向けて、同族である石田佐吉（後の石田三成）を引き会わせ「三杯の茶（三献茶）」のエピソードが生まれたが、秀勝が死ぬと後を追って琵琶湖に入水したという話がある。
一方、黒田基樹は秀勝の実名や戒名が当時からのものであった場合には従来の通説は当時の社会慣習（過去帳に記載されるのは8歳以上、元服は15歳頃に行う）と反しているのではないかと指摘している。その上で、秀勝が実在の子であるならば、秀吉の長浜城主になる前に誕生していた筈で、永禄5年（1563年）頃には既に誕生していた可能性もありえるとする。この説を採用した場合、秀吉と秀勝の母との関係は尾張・美濃時代から始まっていたことになる（黒田は秀吉と寧々の婚姻時期についても通説は確実なものでは無いため、秀勝の誕生と前後する可能性もあるとしている）。
淀殿以外の秀吉の子を産んだ側室の存在は、秀吉には子種が無く、淀殿が誰かしら（大野治長、石田三成など）と密通して鶴松・秀頼をもうけたという俗説に対する反証にもなりうる一方で、秀勝の実在を疑問視する声も残っている。

## 登場作品
- 『おんな太閤記』（1981年、NHK大河ドラマ）演：沢田雅美
- 『秀吉』（1996年、NHK大河ドラマ）演：川上麻衣子 - 設定名は「おかつ」
- 『功名が辻』（2006年、NHK大河ドラマ）演：田辺愛美
- 『軍師官兵衛』（2014年、NHK大河ドラマ）演：辻本みず希
- 『光秀のスマホ 歳末の陣』（2020年、NHK総合）演：小島みなみ
- 『秀吉のスマホ』（2023年、NHK総合）演：小島みなみ